# Cuartillo (unidad de volumen)

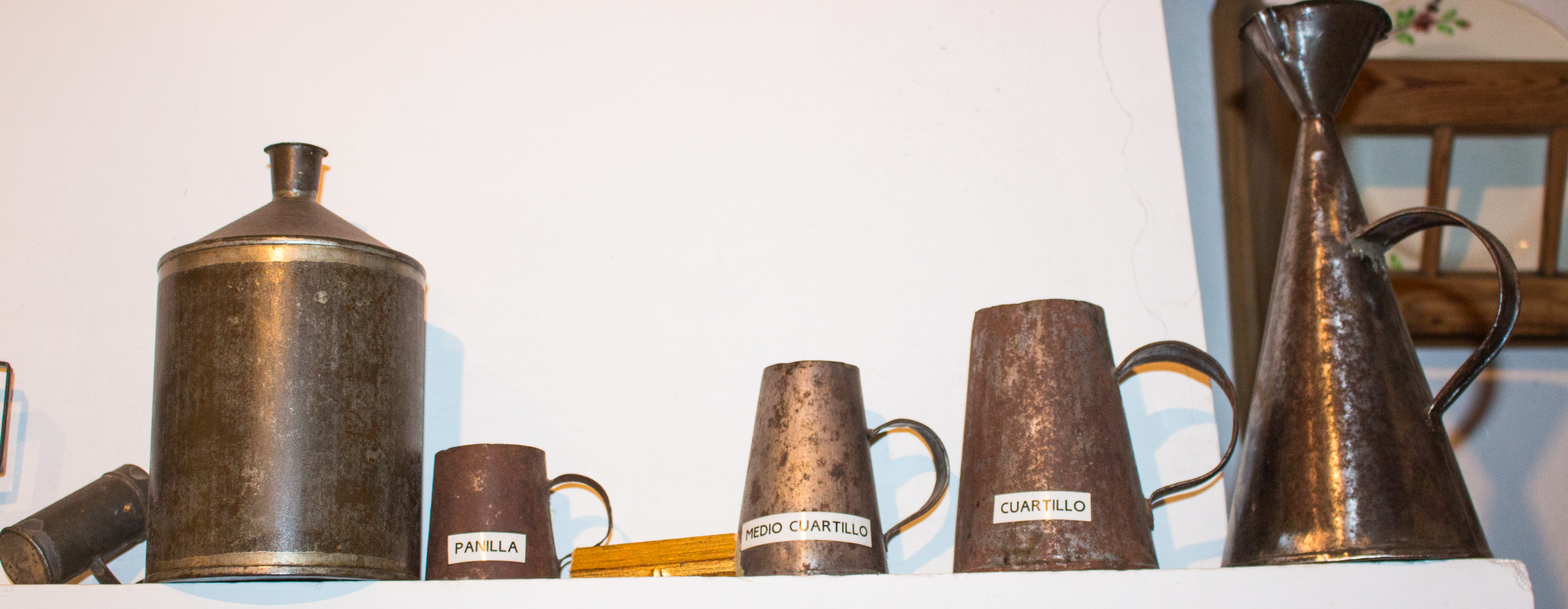
Recipientes de cuartillo y medio cuartillo en el Museo Etnológico de Puerto Seguro

El cuartillo castellano era una medida de líquidos que equivalía a 1/4 de azumbre, es decir, 0,50415 litros. Un litro del sistema métrico decimal tiene aproximadamente dos cuartillos. En la arroba castellana usada para la medida de líquidos hay treinta y dos cuartillos; cada cuatro de estos componen un azumbre. El cuartillo se divide en cuatro copas.
Las medidas de líquidos presentaban en España muchas diferencias y variedades entre unas y otras provincias. Así es que: 
- Son medidas más pequeñas que la arroba castellana la arroba de Albacete, el cántaro de Alicante, el cortan de Barcelona, el cántaro de Lérida, el de Zaragoza, el de Navarra, la arroba de Toledo y la cántara de Valencia.
- Son mayores que las arrobas de Almena, de Badajoz, de Ciudad Real, de Córdoba, de Cuenca, de Huelva, de Huesca, de Jaén, de Málaga, de Murcia; las cántaras de Ávila, de León, de La Rioja, de Asturias, de Cantabria y de Valladolid; los cántaros de Castellón, de Salamanca, de Teruel y de Zamora. Son casi dobles que la arroba castellana el mallal de Gerona, el cañado de Pontevedra y la cántara de Álava.

Cien azumbres de Bilbao equivalían a ciento dieciséis castellanas y viceversa: cien castellanas vienen a ser ochenta y seis de Bilbao. El azumbre de Guipúzcoa es mayor que el de Bilbao, puesto que cien equivalen a ciento treinta y uno de Castilla.